# IMI Systems

Altes Logo

IMI Systems (ehemals: hebräisch התַּעֲשִׂיָּה הַצְּבָאִית HaTaʿassijjah haZvaʾīt, deutsch ‚die Militärische Industrie‘, englisch Israel Military Industries) war ein israelischer Rüstungskonzern mit Sitz in Ramat haScharon.
Das Unternehmen wurde 1933 während des britischen Mandats über Palästina gegründet, zu dieser Zeit als Waffen- und Munitionslieferant der jüdischen Untergrundbewegung Hagana. Seit der Gründung des Staates Israel 1948 war IMI in dessen Besitz und unterstand dem Verteidigungsministerium.
IMI stellte zuletzt hauptsächlich Bewaffnungen und Verteidigungssysteme für Land- und Luftfahrzeuge sowie Munition her.
Im Jahr 2005 wurde der Handfeuerwaffenbereich ausgegliedert und unter dem Namen Israel Weapon Industries (IWI) privatisiert. IWI stellt unter anderem die Maschinenpistole Uzi, die Sturmgewehre Galil und Tavor, das leichte Maschinengewehr Negev sowie die Pistolen Jericho 941 und Desert Eagle her.
Im Jahr 2016 wurde die Firmierung von Israel Military Industries in IMI Systems geändert und das Logo angepasst. Im November 2018 wurde IMI für einen Betrag von umgerechnet 495 Millionen US-Dollar vollständig von Elbit Systems übernommen und dadurch privatisiert.

## Produkte
Handfeuerwaffen:
- Galil ACE
- Galil
- Tavor
- Negev
- Uzi
- Jericho 941
- SP-21 Barak
- Desert Eagle – Pistole

Geschütze:
- MAPATS – ATGM
- Delilah (Marschflugkörper)
- MAR-290 – MLRS
- LAR-160 – MLRS
- Romach – MLRS
- ACCULAR – MLRS
- EXTRA – MLRS
- Predator Hawk
- CornerShot
- Refaim – Granate

Panzerung:
- Reaktivpanzerung
- Iron Fist (Schutzsystem) – Active protection system (APS)